# Rio Terek
O rio Terek é um rio da Geórgia e da Federação da Rússia, sendo o principal rio de drenagem das vertentes norte do Cáucaso oriental.
Tem a nascente próximo do quarto mais alto cume da Europa, o monte Kazbek, e drena uma bacia com cerca de 43.200 km² ao longo de um comprimento de 623 km, antes de desaguar no Mar Cáspio.
Nasce no norte da Geórgia e corre para norte fazendo fronteira entre a Inguchétia e a Ossétia do Norte-Alânia. Depois de atravessar a Ossétia do Norte-Alânia, por duas vezes, e a Cabárdia-Balcária, vira para leste banhando a Chechénia e o Daguestão antes de se lançar no mar Cáspio.